# Schlotheimia vittii
Schlotheimia vittii là một loài rêu trong họ Orthotrichaceae. Loài này được Guo Shui-liang, Enroth & T.J. Kop. mô tả khoa học đầu tiên năm 2007.